# Bota de Oro 1983-84

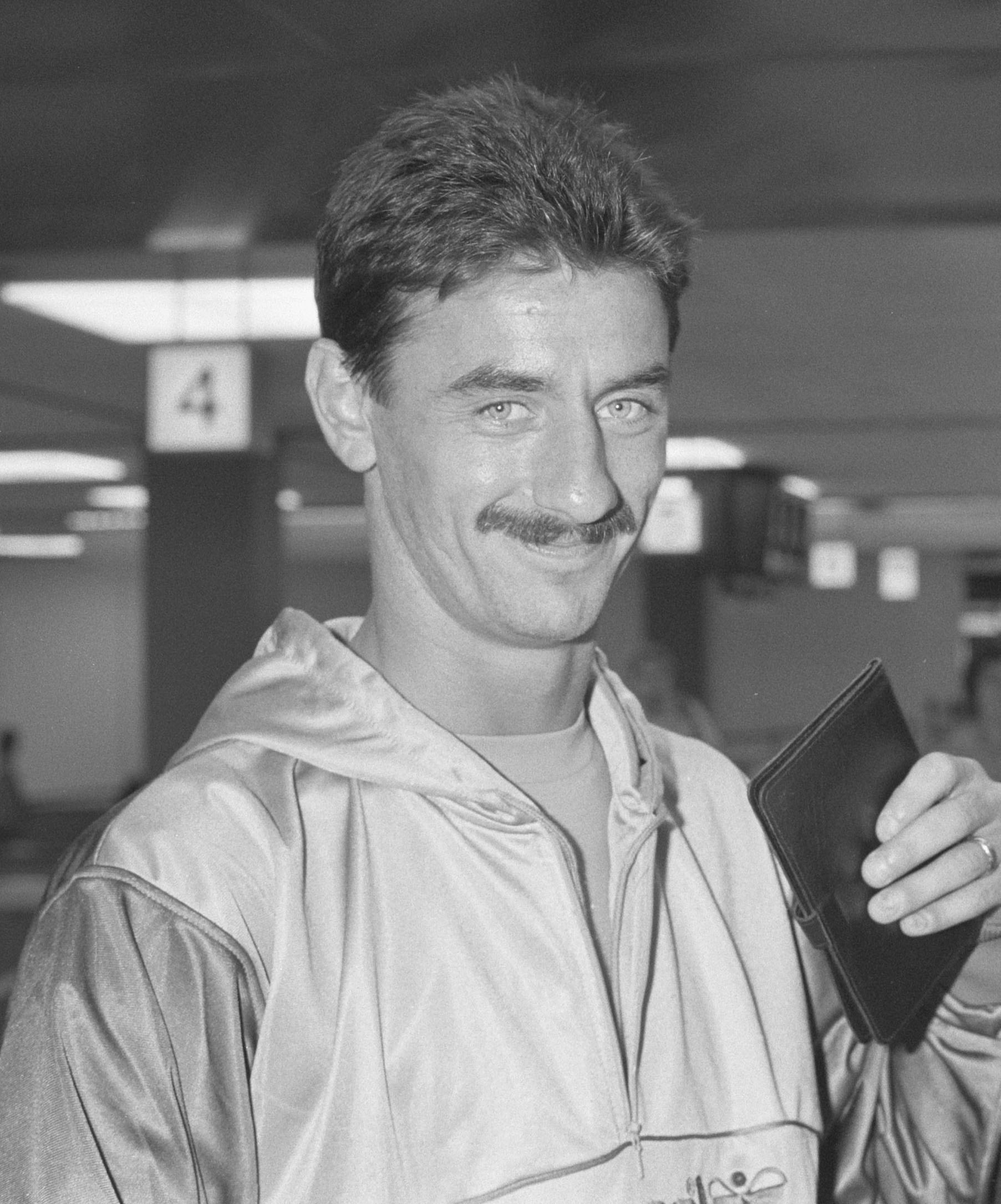
Ian Rush, ganador de la Bota de Oro 1983-84.

La Bota de Oro 1983-84 fue un premio entregado por la European Sports Magazines al futbolista que logró la mayor cantidad de goles en la temporada europea.
El ganador de este premio fue el jugador Galés Ian Rush por haber conseguido 32 goles en la Premier League. Rush ganó la bota de oro cuando jugaba para el equipo Liverpool FC.

## Resultados
| Posición | Futbolista       | Club           | Campeonato                  | Goles |
| -------- | ---------------- | -------------- | --------------------------- | ----- |
| 1        | Ian Rush         | Liverpool FC   | Premier League              | 32    |
| 2        | Marco van Basten | Ajax Ámsterdam | Eredivisie                  | 28    |
| 3        | Nico Claesen     | Standard Lieja | Primera División de Bélgica | 27    |